# شهید ثانی

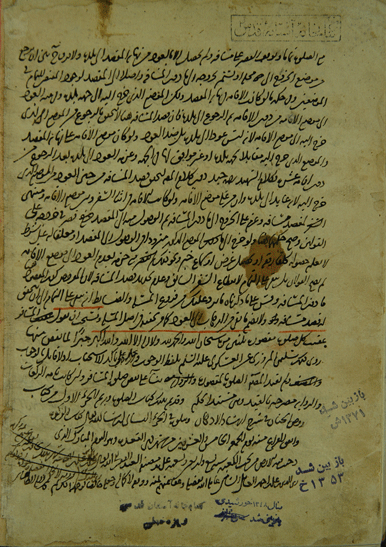
دستخط شهید ثانی. مربوط به قرن ۱۱ هجری قمری در کتاب روض الجنان فی شرح ارشاد الاذهان

زین‌الدین بن علی بن احمد عاملی جُبَعی (۱۳ شوال ۹۱۱ هجری قمری- ۱۵ رمضان ۹۶۵ یا ۹۶۶ هجری قمری)، معروف به شهید ثانی، از علما و دانشمندان برجسته شیعی و از افراد سرشناس در علم فقه شیعه است.

## زندگی
زین‌الدین شهید ثانی در روز ۱۳ شوال سال ۹۱۱ هجری قمری، برابر ۲۷ اسفند ۸۸۴، در دهکدهٔ جُبَع (یا جباع) جبل عامل لبنان، در یک خاندان اهل فقه، به دنیا آمد و در ۹۶۶ قمری، برابر ۹۳۸ خورشیدی، در سفر مکه به امر سلطان سلیمان یکم بازداشت شد و بعد از ۴۰ روز کشته شده‌است. در سال ۱۳۵۴ شمسی، محمد صادقی تهرانی بارگاه او را با کمک مردم همان دهکده با مشقت و مشکلات زیاد احداث کرد.

## تحصیلات و تدریس
در آغاز عمر نزد علمای عامه و خاصه کسب علم نمود. شیخ علی بن عبدالعالی میسی (۹۳۸هجری قمری) و سید جعفر کرکی، نویسنده کتاب المحجه البیضا در فقه و شیخ محمد بن مکی، از استادان او بودند. سپس برای طلب معرفت و حصول رتبهٔ کمال از دیار خود به مصر، دمشق، حجاز، فلسطین، عراق و استانبول مسافرت کرده‌است. در آن تاریخ که بعد از حملهٔ مغول و امیر تیمور و شیوع ملوک‌الطوائفی و هرج و مرج، بغداد و بلاد ایران و ترکستان از آبادی و رونق سابق افتاده و به جای آن بلاد شام و مصر مرکز علوم و معارف شده بود، شیخ در آن دیار در نزد دانشمندان و علما تلمذ کرد تا در سن سی و سه سالگی به رتبه و درجهٔ اجتهاد بالغ گشت. آنگاه از مصر به وطن خود شتافت و به تدریس و تعلیم اشتغال جست. قاضی عسکر که مراتب فضل و دانش وی را دید امر تدریس مدرسهٔ بعلبک و تولیت اوقاف آنرا که سلطان سلیمان اول وقف نموده بود را به او محول داشت. تنها استادان سنّیِ که او تلمذ کرده را دوازده تن نوشته‌اند. او به مذاهب پنجگانه جعفری، حنفی، شافعی، مالکی و حنبلی مسلط بود و اولین بار فقه تطبیقی را تدریس کرد.

## خاندان
زین‌الدین بن نورالدین علی بن احمد بن محمد بن علی بن جمال الدین بن تقی الدین بن صالح بن شرف النحاریری الجباعی الشامی؛ پدر وی «نورالدین علی» از عالمان جبل عامل بود. جد ششم او (صالح) شاگرد علامه حلی بوده‌است ظاهراً اصلیت او متعلق به شهر توس بوده‌است؛ از این رو شهید ثانی، گاهی «الطوسی الشامی» امضا می‌کرده‌است.
بسیاری از نیاکان و خاندان شهید ثانی در زمرهٔ عالمان بوده‌اند؛ این سبب است که خاندان شهید ثانی به «سلسلة الذهب» یعنی زنجیره‌های زرین (حلقه گرانبار) معروف گردیده‌اند:
- حسن بن زین‌الدین، معروف به صاحب معالم، فرزند شهید ثانی، از علما و مؤلف کتاب معروف «معالم الاصول» در اصول فقه است[۶] که در این زمان نیز از کتب درسی حوزه‌های علمیه به‌شمار می‌رود.[۷]
- سید محمد موسوی عاملی، معروف به صاحب مدارک فقیه معروف «سید محمد موسوی عاملی» نوهٔ دختری شهید ثانی است. کتاب «مدارک» وی از کتب معتبر فقهی است. فرزند و نوه شهید ثانی به موجب اهمیت این دو کتاب، در حوزه‌های علمیه با عنوان «صاحب معالم» و «صاحب مدارک» نام برده می‌شوند.
- ابوجعفر محمد، پدر شیخ علی و شیخ زین الدین نوه‌های شهید ثانی از فرزندان حسن بن زین‌الدین هر دو از علمای معروف این خاندان‌اند.

## ماجرای قتل
قاضی صیدا به سلطان روم عثمانی نامه ای نوشت که در بلاد شام (سوریه) مردی عالم زندگی می‌کند که بدعت‌گذار و بیرون از مذاهب چهارگانه اهل سنت و مشغول تبلیغ عقاید خود می‌باشد؛ سلطان سلیمان، رستم پاشا را که وزیر او بود، برای دستگیری وی مأمور ساخت و گفت باید او را زنده دستگیر کنی تا با دانشمندان استانبول مباحثه کند و از عقاید او تفتیش شود تا سرانجام از مذهب و آئین او مطلع گردند رستم پاشا به جبع رفت و از وی پرس‌وجو کرد به او گفتند که به حج رفته‌است این مأمور در هنگام راه مکه به شهید ثانی رسید؛
در راه به شخصی برخوردند که گفت: تو دربارهٔ این مرد در اثنای راه کوتاهی کرده و او را آزار رسانده‌ای، ممکن است در حضور سلطان از تو شکایت کند و دوستان و یاران او نیز به حمایت و دفاع از وی برخیزند و برای تو موجبات ناراحتی و احیاناً قتل فراهم کنند؛ پس همین‌جا سرش را از بدن جدا کن و سر بریده اش را نزد سلطان ببر.
رستم پاشا در کنار دریا او را گردن زد و آنگاه سر بریده او را حضور سلطان آورد سلطان بر او برآشفت و رستم پاشا به این جرم، محکوم به مرگ گردید.
مدت سه روز جسد او بر روی زمین ماند و کسی او را دفن نکرد سرانجام جسد او را به دریا افکندند.

## آثار
شیخ را مقدار شصت جلد مصنفات است که اول آنها کتاب روض‌الجنان و آخرین آنها کتاب‌الروضه فی شرح اللمعه است. معروف‌ترین تألیف او در فقه الروضة البهیه فی شرح اللمعه الدمشقیه یا شرح لمعه نام دارد که شرح مزجی کتاب لمعه دمشقیه از شهید اول است و دیگر مسالک الافهام است که شرح شرایع الاسلام از محقق حلی است. در استانبول، رسالهٔ مشتمل بر ده مبحث که هر مبحث در علمی از علوم عقلیه و نقلیه و تفسیر و غیره بود را ظرف هجده روز تألیف کرد.
- اسرار الصلوة
- البدایه فی الدرایه
- البدایه فی سبیل الهدایه
- تمهید القواعد الاصولیه و العربیه
- حاشیه ارشاد
- حاشیه تمهید القواعد
- حاشیه القواعد
- حاشیه مختصر النافع
- رسالة فی صلاة الجمعه
- روض الجنان فی شرح ارشاد الاذهان
- کشف الریبه عن احکام الغیبه
- مسالک الافهام فی شرح شرایع الاسلام
- حقیقه الایمان

## دیگر کارها
شیخ از استانبول در ثانی به عراق سفری کرده و در آنجا محراب مسجد کوفه را که به غلط ساخته بودند با براهین علمی و هیوی وجه خطای آنرا اثبات کرده و آن را به صلاح درآورد.